# Port lotniczy Wageningen
Port lotniczy Wageningen (IATA: AGI, ICAO: SMWA) – port lotniczy położony w mieście Wageningen w Surinamie.

## Linie lotnicze i połączenia
- Blue Wing Airlines (Port lotniczy Paramaribo-Zorg en Hoop)
- Caribbean Commuter Airways (Port lotniczy Paramaribo-Zorg en Hoop)
- Gumair (Port lotniczy Paramaribo-Zorg en Hoop)